# Gordineștii Noi
Gordineștii Noi è un villaggio che fa parte del comune di Edineț e conta una popolazione di 360 abitanti.

## Geografia fisica
Gordineștii Noi è un villaggio che si trova nel nord della Repubblica Moldova, e fa parte del comune di Edineț, nel distretto di Edineț. Il villaggio confina a est con Edineț, a sud-est con Alexăndreni, a ovest con Gordinești. Il villaggio si trova circa 5 km dalla città di Edineț e a circa 207 km dalla capitale.

## Il clima
Il clima è molto rigido d'inverno con temperature e nevicate siberiane, soprattutto verso la fine di Gennaio e l'inizio di Febbraio. Le temperature durante il giorno possono tranquillante raggiungere i -15 °C e persistere per giorni o settimane, mentre durante la notte le temperature precipitano anche a -25/-30 °C. L'estate è molto calda con poche precipitazioni, e questo determina a volte dei periodi più o meno lunghi senza pioggia con gravi ripercussioni sull'agricoltura.

## Società

### Evoluzione demografica
In base al censimento del 2004 la popolazione è così suddivisa dal punto di vista etnico:

## Storia
Il villaggio nasce nei primi anni del ventesimo secolo. La popolazione del villaggio nel 1930 contava 16 grandi proprietari terrieri, mentre nel 1970 la popolazione contava 161 abitanti.

## Economia
Sul territorio del villaggio opera un'impresa agricola di nome Gordinești che si dedica alla crescita dei bovini.